# FC Viktoria 09 Urberach
Der F.C. Viktoria 09 Urberach e. V. ist ein Fußballverein aus dem südhessischen Urberach, einem Stadtteil der über 28.000 Einwohner zählenden Stadt Rödermark im Landkreis Offenbach.

## Geschichte
Der Verein wurde am 7. Oktober 1909 gegründet. 1914 nahm die Viktoria erstmals am Ligabetrieb teil. Zur Saison 1930/31 gelang den Südhessen zum ersten Mal der Sprung in die Erstklassigkeit, als drei Jahre später die Gauligen als neue höchste Spielklasse eingeführt wurden, wurde die Viktoria als Tabellenzehnter der Saison 1932/33 nicht berücksichtigt und spielte fortan wieder auf regionaler Ebene.
Ende der 1950er Jahre spielte die Viktoria in der höchsten Amateurklasse, der 1. Amateurliga Hessen. In der Aufstiegssaison 1957/58 wurde die Mannschaft punktgleich mit Bad Homburg sensationell Vizemeister, und mit Läufer Reinhardt Nostadt, Linksaußen Raimund „Jim“ Groh, Mittelstürmer Günter Dutiné sowie Nachwuchstalent und Rechtsaußen Oskar Lotz wurden gleich vier Viktoria-Spieler in die Hessenauswahl berufen.
In der Saison 1957/58 gewann man den Hessenpokal in Bad Homburg mit 1:0 gegen den VfL Marburg.
Doch der Höhenflug war nur von kurzer Dauer, bereits 1961 stieg die Viktoria wieder aus dem hessischen Amateuroberhaus ab.
Nach mehreren Jahren in der Bezirksliga Darmstadt Ost stieg die Viktoria unter Spielertrainer Uwe Kuhl (ehemaliger Bundesligaspieler vom SV Darmstadt 98) 1997/98 in die Bezirksoberliga Darmstadt (heute Gruppenliga) auf, aus der man jedoch zwei Jahre später wieder abstieg. Unter dem neuen Spielertrainer Frank Grimm erfolgte 2001/02 der Wiederaufstieg in die Bezirksoberliga. Ebenfalls unter Frank Grimm und Frank Dubanec erfolgte 2004/05 der Aufstieg in die hessische Landesliga Süd (heute Verbandsliga Süd). Sportlicher Höhepunkt der letzten Jahre war der Aufstieg in die Oberliga Hessen in der Saison 2007/08 (2. Platz hinter Kickers Offenbach U23) unter Trainer Thomas Epp.
2016 gelang der Viktoria die Rückkehr in die Hessenliga, aus der sie jedoch 2017 direkt wieder abstieg. Daraufhin machte man in der Saison 2017/18 erst am letzten Spieltag den Klassenerhalt durch einen 3:1-Heimsieg gegen den FC Alsbach perfekt. Nach der wegen Corona abgebrochenen Saison 2019/20 steigt man freiwillig in die Kreisoberliga Dieburg/Odenwald ab.

## Stadion

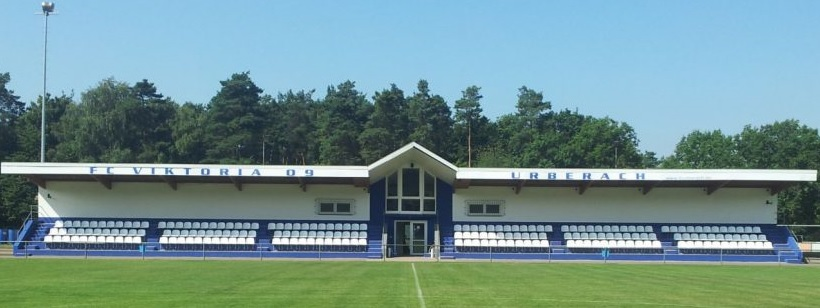
Urberacher Waldstadion

Die Heimspielstätte des FC Viktoria ist das 2200 Zuschauer fassende Urberacher Waldstadion an der Traminer Straße. 200 der 2200 Plätze sind überdachte Sitzplätze. In der Haupttribüne befinden sich mehrere Kabinen sowie ein Mehrzweckraum, in dem Pressekonferenzen und verschiedene Veranstaltungen stattfinden. Zudem verfügt das Waldstadion über eine Vereinsgaststätte, vier Tennisplätze mit Tennisgaststätte, einen Kinderspielplatz sowie einen Trainingsplatz mit Flutlichtanlage.
Auch in der Saison 2021/22 wird das Urberacher Waldstadion wieder zur Bundesliga-Heimspielstätte der U17-Junioren des SV Darmstadt 98.

## Vereinsstruktur
Der Verein umfasst die Abteilungen Fußball, Tennis und Damengymnastik.
Das Präsidium des FC Viktoria ist in folgende Gremien unterteilt:
- Sponsoring & Marketing (Thomas Weiland)
- Sport (Michael Hock)
- Finanzen (Thomas Neumann)

Jahreshauptversammlung mit Wahlen war am 29.10.2021

## Jugendarbeit
Neben den 3 aktiven Herrenmannschaften verfügt der Verein in der aktuellen Saison 2021/22 über Jugendmannschaften von der D- bis zur G-Junioren, welche auf Kreisebene spielen.

## Gehfußball/Walking Football
Im Sommer 2021 wurde die erste Gehfußball-Mannschaft gegründet.
In Hessen gibt es mit Eintracht Frankfurt den ersten Profiverein, der eine Gehfußball-Abteilung gegründet hat. Im Fußballkreis Dieburg ist die Viktoria der erste Verein, der eine Gehfußball-Abteilung ins Leben gerufen hat.

## Vereinshymne
Das Viktoria-Lied – Die Fahne Blau und Weiß
1.Strophe
Was seh‘ ich auf dem Felde, die Fahne blau und weiß,
Und über dieser Fahne ein schöner Spielerkreis.
Ja, das sind Spieler jung und schön,
Die sich im Kreise drehn‘.
Refrain 2x: Ja das sind Fußballspieler von Viktoria Urberach
2.Strophe
Die Spieler von Viktoria, sie haben sich entschloss‘,
Sie haben stramme Leute, die spielen ganz famos.
Die Jungs mit ihren krummen Bein‘,
Sie hauen tüchtig rein.
Refrain 2x: Im Tor steht unsre schöne, unsre schöne Nummer Eins
3.Strophe
Durch Höhen und durch Tiefen Viktoria ständig geht,
Getragen von der Fahne, die auf dem Felde weht.
Die Fahne weht in blau und weiß,
Über dem stolzen Spielerkreis.
Refrain 2x: Und es ertönt im Chor, “Viktoria stürm’ das Tor”
Melodie: Tiroler Landeshymne “Zu Mantua in Banden”